# 보파르트
보파르트(독일어: Boppard)는 독일 라인란트팔츠주에 있는 도시로, 유네스코 세계 문화 유산인 중상류 라인 계곡과 프리츠 슈트라스만의 출생지로 유명하다.